# 桧山沙耶
檜山沙耶（日语：／ Hiyama Saya；1993年10月27日—），日本氣象預報員，隶属日本氣象新聞公司。昵称さやっち（正式名称）、おさや。

## 简介
桧山沙耶出生于1993年的茨城縣水戸市。学生时代就读于水戸市立小学并随后在茨城县教會學校读高中 ，大学时期则就读于立教大學经济学专业。
大学在读期间桧山沙耶参加了饭岛講座，并经常以国际金融为主题进行活动。毕业后她在会计事务所工作过一段时间，志願則是成为一名聲優，尚在大学时就開始接受配音的训练。在进入气象新闻公司之前，她是一边工作一边在声优培训班接受训练。
2022年2月26日，檜山沙耶在日本氣象新聞台《Weather News》節目中介紹「日本象棋」的玩法，未料8秒後福島縣外海發生規模4.6地震。在收到指令後，檜山沙耶立刻收起笑容專業播報地震資訊，獲得好評。
2023年7月，檜山沙耶被傳媒拍攝，她在英國倫敦溫布頓觀看西岡良仁的網球單打比賽。數天後，兩人都在各自社交平台宣佈正在交往中。
2024年3月16日，檜山沙耶在節目中宣佈退職，3月30日是最後擔當氣象主播的日子。

## 演出
- 《人中之龍8》出演角色沙耶[15]

## 外部連結
- 檜山沙耶 | Weathernews預報員簡介 （页面存档备份，存于）
- 桧山沙耶的X（前Twitter）
- 桧山沙耶的Instagram帳戶